# 毛利元直 (大野毛利家)
毛利 元直（もうり もとなお）は、江戸時代中期の長門長州藩の一門大野毛利家の第3代当主。
長州藩5代藩主・吉広の同母弟元重の子として萩で生まれた。一門大野毛利家2代当主毛利就詮の養嫡子広為（福原広俊次男）が、実兄広頼の死去により6代藩主吉元の命で福原家を継いだために、就詮の遺跡を継いだ。
正徳4年（1714年）に死去。享年9。家督は山内広直の次男元雅が相続した。元直の死により、毛利秀就の男系血筋は断絶した。